# Platyarthron chilense
Platyarthron chilense là một loài bọ cánh cứng trong họ Cerambycidae.